# Psychotria phanerophlebia
Psychotria phanerophlebia är en måreväxtart som beskrevs av Elmer Drew Merrill. Psychotria phanerophlebia ingår i släktet Psychotria och familjen måreväxter. Inga underarter finns listade i Catalogue of Life.